# Joseph Ludwig von Schreibers
Joseph Ludwig Schreibers, ab 1808 Ritter von Schreibers (auch Joseph von Schreibers; * 21. Dezember 1735 in Wien; † 4. November 1809 ebenda), war ein österreichischer Arzt. Er wirkte reformierend auf die Krankenversorgung in Wien.

## Leben
Schreibers stammte aus einer westfälischen Familie, die sich in Wien niederließ. Sein Vater war ein Regierungssekretär. Schreibers studierte unter Anton de Haen und Gerard van Swieten Medizin an der Universität Wien. Dort wurde er 1756 oder 1757 zum Doktor der Medizin promoviert. Er wurde Feldstabsarzt in der österreichischen Armee und in Böhmen stationiert und praktizierte als solcher im Siebenjährigen Krieg. 
Schreibers kehrte nach Wien zurück und wurde dort Arzt am Bürgerspital, dem er von 1761 bis zu dessen Schließung 1785 als Leiter vorstand. Er war in Wien ein gefragter Arzt und wurde von Kaiser Joseph II. als Berater für die Reformierung der Krankenversorgung in Wien herangezogen, nachdem Schreibers am Bürgerspital bereits reformierend gewirkt hatte. Auch gehörte Schreibers zu den behandelnden Ärzten der Kaiser Joseph II. und Leopold II.
Schreibers lehnte Ehrungen weitgehend ab, wurde aber mit seinen Neffen Joseph Ritter von Schreibers und Karl Franz Anton Ritter von Schreibers 1808 in den Ritterstand erhoben. Auch schriftstellerisch trat er, bis auf einen Plan zur Reformierung des Medizinalwesens in Wien, nicht in Erscheinung.